# Florence (jeu vidéo)
Pour les articles homonymes, voir Florence (homonymie).
Florence est un jeu vidéo narratif, développé par le studio Mountains et édité par Annapurna Interactive, sorti le 14 février 2018 sur iOS, le 14 mars 2018 sur Android et le 13 février 2020 sur Windows, MacOS et Nintendo Switch.

## Accueil
Une version démo d'un quart d'heure est présentée à la Penny Arcade Expo (PAX Australia 2017 (en)) à Melbourne et reçoit des retours positifs des journalistes,. Rae Johnston de Kotaku trouve que les mini-jeux l'ont aidée à apprécier les personnages et considère ce jeu comme le plus remarquable du salon. Alayna Cole de Hyper loue la façon dont le jeu met en avant l'amour et la diversité, chose rare selon elle dans la culture vidéo-ludique moderne.
À sa sortie, Florence est bien reçu par les critiques. Pour CJ Andriessen de Destructoid, la narration du jeu est une des plus imaginative qu'il connaisse, il décrit ce jeu comme un magnifique produit. Tim Biggs du Sydney Morning Herald trouve que les mini-jeux rendent Florence spécial, et trouve le jeu stupéfiant et fort en émotions. Jordan Erica Webber du Guardian loue la capacité de Florence à retranscrire l'effet de tomber amoureuse pour la première fois. Christian Donlan de Eurogamer considère que le jeu, bien qu'il parvienne à éviter la superficialité, tombe dans plusieurs clichés, mais apprécie tout de même le narratif. Selon Patrick Shanley du Hollywood Reporter, le jeu parvient à bien retranscrire le fait d'apprendre à se connaitre lors d'une romance.Esra Krabbe de IGN (Japon) reconnaît les qualités universelles de cette histoire à laquelle n'importe qui peut jouer.